# Czornyj Kołodieź (obwód kurski)
Czornyj Kołodieź (ros. Чёрный Колодезь) – wieś (ros. деревня, trb. dieriewnia) w zachodniej Rosji, w sielsowiecie kostielcewskim rejonu kurczatowskiego w obwodzie kurskim.

## Geografia
Miejscowość położona jest 7 km od centrum administracyjnego sielsowietu kostielcewskiego (Kostielcewo), 23 km od centrum administracyjnego rejonu (Kurczatow), 41 km od Kurska.
W granicach miejscowości znajduje się 31 posesji.

## Demografia
W 2010 r. miejscowość zamieszkiwało 27 osób.